# From Blood to Stone

From Blood to Stone est le deuxième single du groupe de folk metal italien Elvenking. Il s'agit d'un single qui a précédé l'album acoustique Two Tragedy Poets (...and a Caravan of Weird Figures). Le single fut publié le 1er novembre 2008 uniquement sous forme numérique et ne peut donc être trouvé en boutique. La chanson The Perpetual Knot n'est pas incluse sur l'album officiel.

## Pistes
- From Blood to Stone 4:11
- The Perpetual Knot (Acoustic Version) 3:13
- The Winter Wake (Acoustic Version) 4:11

## Musiciens
- Damnagoras – chant
- Aydan – guitare
- Rafahel - guitare
- Gorlan – basse
- Elyghen – violon, claviers
- Zender – batterie

Informations sur le single